# Kwas diglikolowy
Kwas diglikolowy – organiczny związek chemiczny z grupy kwasów dikarboksylowych, zbudowany z dwóch reszt kwasu octowego połączonych wiązaniem eterowym. Jest wykorzystywany m.in. do syntezy w przemyśle chemicznym, w produkcji klejów, jako składnik roztworów buforowych, ma również zastosowanie jako środek odkamieniający do grzejników.
Powstaje w organizmie po spożyciu glikolu dietylenowego jako jego nefrotoksyczny metabolit, co może prowadzić do poważnych zatruć, a nawet śmierci w wyniku ostrej niewydolność nerek.

## Otrzymywanie
Otrzymywanie kwasu diglikolowego poprzez utlenianie glikolu dietylenowego za pomocą stężonego kwasu azotowego zostało opisane w 1861 roku przez Adolphe’a Wurtza:
Równolegle Wilhelm Heinrich Heintz opisał syntezę kwasu diglikolowego z kwasu chlorooctowego i wodorotlenku sodu: